# Мите Опилски
Димитър (Мите) Атанасов (Тасев) Михалков (Михайлов), известен като Опилски, е български революционер, деец на Вътрешната македоно-одринска революционна организация и Вътрешната македонска революционна организация.

## Биография
Михалков е роден в 1887 година в село Опила, което тогава е в Османската империя. Получава основно образование и става овчар. Влиза във ВМОРО и в 1909 година става нелегален. От 1911 година е четник в Паланечко и Кратовско.
При избухването на Балканската война е доброволец в Македоно-одринското опълчение и служи в четата на Славчо Абазов, а по-късно в 3 рота на 5 одринска дружина. След като родният му край попада в Сърбия след Междусъюзническата война се включва във възстановяването на ВМОРО и от ноември 1913 година е помощник на войводата Дончо Ангелов. През Първата световна война е в партизанската рота на капитан Никола Лефтеров.
След войната отново се включва във възстановената революционна организация и от края на 1921 година е кратовски околийски войвода. През 1923 година заедно с Панчо Михайлов и Иван Бърльо участва в превземането на Кюстендил. В 1927 година напуска революционната борба поради влошено здраве и се занимава с мелничарство.
В годините на българското управление във Вардарска Македония през Втората световна война Мите Опилски е начело на Кратовската контрачета, бореща се с комунистическите партизани в Кратовско.
Убит е от комунистически партизани на 8 септември 1944 година между Опила и Кратово.
- Опилски (трети ред, втори от ляво надясно) и български офицери в Македония, 1912 г.
- Опилски (втори ред, втори от ляво надясно) и български офицери в Македония, 1912 г.
- Четата на Опилски на път за Македония
- Четата на Опилски